# 칼로리난테/키모치/테오츠나이데
〈칼로리 따위는/기분/손을 잡아〉(일본어: カロリーなんて/きもち/手をつないで カロリーなんて/きもち/てをつないで[*], - / - /테오츠나이데)는 LinQ의 2번째 싱글이다.

## 개요
〈칼로리 따위는〉은 중고생의 다이어트를 테마로 한 곡이다. 원래는 공연 중의 한곡으로 “아침에 일어나서 잘 때까지”라는 컨셉트로 제작된 곡이였다. 싱를화는 다른 곡이 예정 도어있었지만, 멤버들이 즐겁게 춤추고 있는 것을 보고 이 곡을 채용했다는 경위가 있다.

## 수록곡
1. 칼로리 따위는
  - 작사: H(eichi), 작곡·편곡: SHiNTA
2. 기분
  - 작사·작곡: H(eichi), 편곡: SHiNTA
3. 손을 잡아
  - 작사: H(eichi), 작곡·편곡: SHiNTA

## 참고 문헌
- CD Journal 연재 “난바 카즈미 presents 여주인공들의 노래. (아이돌 송의 주요 인물을 직격!)”(제2회) H(eichi) & SHiNTA CDJournal, 2012년 2월 24일, 2013년 1월 25일 확인.